# 훌리오 알베르토 모레노
훌리오 알베르토 모레노 카사스(스페인어: Julio Alberto Moreno Casas, 1958년 10월 7일, 아스투리아스 지방 칸다스 ~)는 흔히 훌리오 알베르토(스페인어: Julio Alberto)는 스페인의 전 축구 선수로, 현역 시절 좌측 수비수로 활동하였다.
현역 시절 그는 주로 아틀레티코 마드리드와 바르셀로나에서 주로 활동하였는데, 두 구단 소속으로 총 269번의 라 리가 경기에 출전해 11골을 집어넣었다.
1980년대 중후반 스페인 국가대표 선수로, 알베르토는 1번의 FIFA 월드컵과 1번의 UEFA 유럽 축구 선수권 대회에 참가했다.

## 클럽 경력
훌리오 알베르토는 아스투리아스 지방 칸다스 사람으로, 아틀레티코 마드리드 유소년부를 졸업했고, 초년에 매트리스 제작자들 소속으로 많은 출전 기회를 얻지 못하면서 1979-80 시즌에 세군다 디비시온의 레크레아티보로 임대되기도 하였다. 이듬해 그는 1군으로 정식 승격되어, 이어지는 2년 동안 59번의 라 리가 경기에 출전하였고, 그에 따라 바르셀로나의 관심을 끌었다.
바르사 소속으로 공격적인 본능을 지닌 훌리오 알베르토는 9년을 활동하였는데, 시즌에 따라 극과 극의 상복을 보였다: 그는 1984-85 시즌 리그 우승의 주역이 되었고, 이듬해에는 유벤투스와의 유러피언컵 준결승전에서 1-0 안방 결승골을 넣어 합계 2-1 승리의 주역이 되었다. 그는 승부차기 끝에 패한 스테아우아 부쿠레슈티와의 결승전에도 출전했었다.
그러나, 훌리오 알베르토는 1988년부터 1991년 사이 "꿈은 선수단"이 완성될 당시에 도합 29경기에 출전하는데 그쳤고, 이 중 바르셀로나가 리그 우승을 거둔 3번째 시즌에는 3경기 출전하는데 그쳤다.

## 국가대표팀 경력
훌리오 알베르토는 4년 동안 스페인 국가대표팀 경기에 34번 출전하였는데, UEFA 유로 1984와 1986년 FIFA 월드컵에 참가하였고, 이 중 전자의 대회에서는 전 경기에 출전하여 준우승에 일조하였다. 그의 첫 국가대표팀 경기는 UEFA 유로 1984를 앞두고 치른 룩셈부르크와의 친선경기로, 그는 1-0으로 이긴 이 원정 경기에서 경고를 받은 유일한 선수였다.

## 은퇴 후
은퇴 후, 훌리오 알베르토는 중증 우울증을 앓았고, 그로 인해 약물에 손대기도 하였다. 우울증과 약물 중독을 극복한 후, 그는 약물 중독에 관한 강사가 되었고 동시에 전 소속 구단인 바르셀로나의 소통직을 맡아 지지자들과 재단과 함께 일하였다.

## 수상

### 클럽
바르셀로나
- 라 리가: 1984–85, 1990–91
- 코파 델 레이: 1982–83, 1987–88, 1989–90
- 수페르코파 데 에스파냐: 1983
- 코파 데 라 리가: 1983, 1986
- UEFA 컵위너스컵: 1988–89
- 유러피언컵 준우승: 1985–86

### 국가대표팀
스페인
- UEFA 유럽 축구 선수권 대회 준우승: 1984